# Cantón de Le Sel-de-Bretagne
El cantón de Le Sel-de-Bretagne era una división administrativa francesa, que estaba situada en el departamento de Ille y Vilaine y la región de Bretaña.

## Composición
El cantón estaba formado por ocho comunas:
- Chanteloup
- La Bosse-de-Bretagne
- La Couyère
- Lalleu
- Le Petit-Fougeray
- Le Sel-de-Bretagne
- Saulnières
- Tresbœuf

## Supresión del cantón de Le Sel-de-Bretagne
En aplicación del Decreto nº 2014-177 de 18 de febrero de 2014, el cantón de Le Sel-de-Bretagne fue suprimido el 22 de marzo de 2015 y sus 8 comunas pasaron a formar parte del nuevo cantón de Bain-de-Bretagne.